# Organización Demócrata Cristiana de América

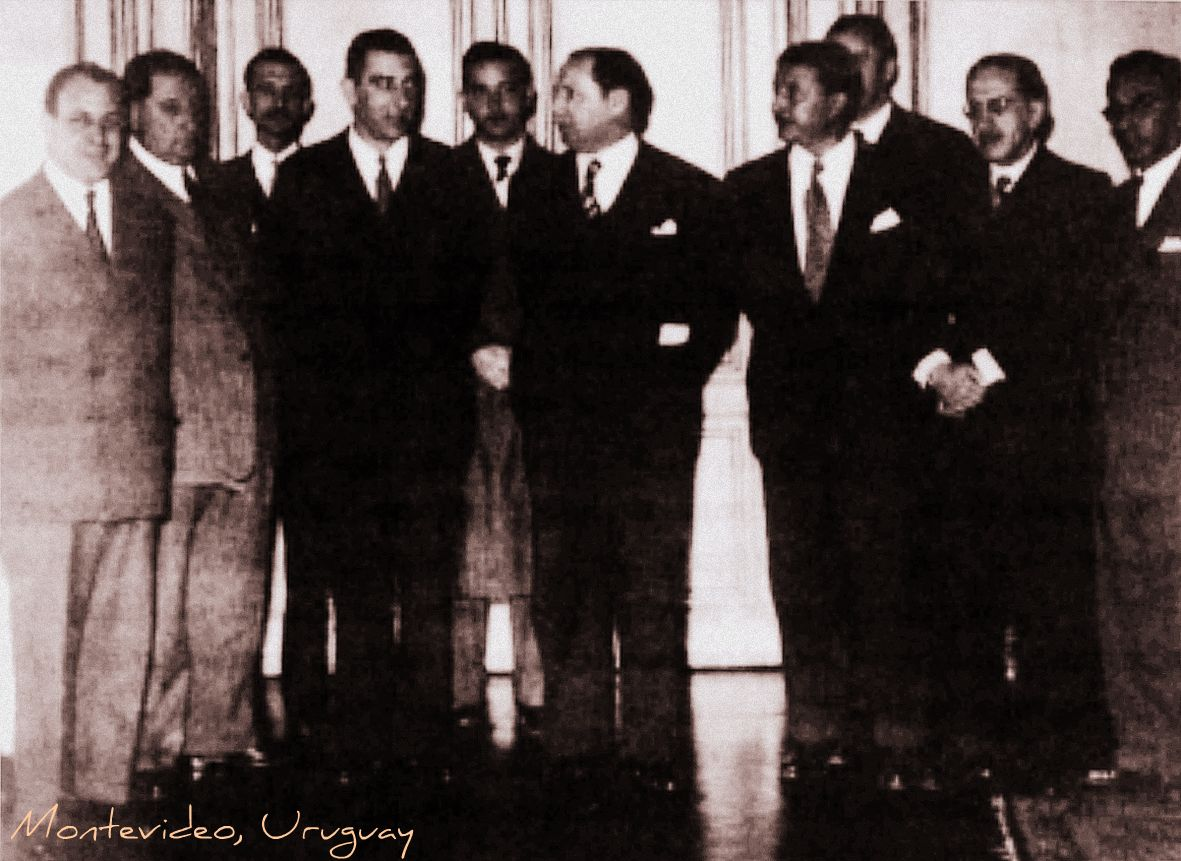
Fundación de la ODCA en 1947.

Organización Demócrata Cristiana de América (ODCA) es la organización regional de América de los partidos demócratas cristianos o de influencia ideológica en el humanismo cristiano. Creada el 23 de abril de 1947. Afiliada a la Internacional Demócrata de Centro. Actualmente, partidos miembros de ODCA participan de los gobiernos en Argentina, Chile, República Dominicana y Uruguay.

## Historia
El 23 de abril de 1947, durante una reunión en Montevideo, Uruguay, a la que asistieron las principales figuras políticas de Argentina, Brasil, Chile y Uruguay que coincidían en la necesidad de crear una organización internacional de demócratas cristianos se fundó la Organización Demócrata Cristiana de América. Representantes de Bolivia y Perú también adhirieron –a través de notas escritas- al nuevo organismo. En el encuentro, fue creada una directiva con la misión de organizar la “sección internacional” del movimiento, integrada por Manuel Vicente Ordóñez, de Argentina;  Trisao de Ataide, de Brasil; Eduardo Frei Montalva, de Chile; y Dardo Regules, de Uruguay. La Declaración de Montevideo, 23 de abril de 1947, fijó como objetivo:

...““fundar un  movimiento supranacional de bases y denominaciones comunes que tiene por finalidad promover, por medio del estudio y la acción, una verdadera democracia política, económica y cultural, sobre el fundamento de los principios del humanismo cristiano, dentro de los métodos de libertad, respeto a la persona humana y desenvolvimiento del espíritu de comunidad y contra los peligros  totalitarios…”. (DECLARACIÓN DE MONTEVIDEO, 23 DE ABRIL DE 1947)

Es presidida por la mexicana Mariana Gómez del Campo.
Su organización juvenil se llama Juventud de la Organización Demócrata Cristiana de América (JODCA).
La ODCA decide suspender al Partido Demócrata Cristiano de Chile por su apoyo a la candidata presidencial chilena Jeannette Jara en agosto de 2025.

## Miembros titulares de la ODCA
| País                  | Partido                                                         |
| --------------------- | --------------------------------------------------------------- |
| Argentina             | Partido Demócrata Cristiano (PDC)                               |
| Aruba                 | Arubaanse Volspartij (AVA)                                      |
| Antillas Neerlandesas | Unión Patriótico Bonairano (UPB)                                |
| Antillas Neerlandesas | Partido Nashonal di Pueblo (PNPI)                               |
| Antillas Neerlandesas | Windwards Islands People's Movement (WIPM)                      |
| Bolivia               | Partido Demócrata Cristiano (PDC)                               |
| Chile                 | Partido Demócrata Cristiano (PDC) (suspendido desde 2025.)      |
| Colombia              | Partido Conservador Colombiano (PCC)                            |
| Costa Rica            | Partido Unidad Social Cristiana (PUSC)                          |
| Cuba                  | Directorio Democrático Cubano (DDC)                             |
| Cuba                  | Proyecto Demócrata Cubano (PDC)                                 |
| Cuba                  | Partido Demócrata Cristiano (PDeC)                              |
| Cuba                  | Movimiento Cristiano Liberación (MCL)                           |
| Ecuador               | Unión Demócrata Cristiana de Ecuador (UDCE)                     |
| El Salvador           | Partido Demócrata Cristiano (PDC)                               |
| Guatemala             | Partido TODOS (TODOS)                                           |
| Haití                 | Agrupación de Demócratas Nacionales Progresistas (ADNP)         |
| Honduras              | Partido Demócrata Cristiano (PDC)                               |
| México                | Partido Acción Nacional (PAN)                                   |
| Panamá                | Partido Popular (PP)                                            |
| Paraguay              | Partido Patria Querida (PPQ) Partido Demócrata Cristiano (PDC)  |
| Perú                  | Partido Popular Cristiano (PPC)                                 |
| República Dominicana  | Partido Reformista Social Cristiano (PRSC)                      |
| Surinam               | Progressieve Suriname Volkspartij (PSV)                         |
| Trinidad y Tobago     | United National Congress (UNC)                                  |
| Uruguay               | Partido Demócrata Cristiano (PDC) Unión Cívica (UC)             |
| Venezuela             | Comité de Organización Política Electoral Independiente (COPEI) |

## Instituciones y fundaciones miembros de la ODCA
| País      | Partido                                         |
| --------- | ----------------------------------------------- |
| Argentina | ACEP Asociación Civil Estudios Populares (ACEP) |

## Partidos observadores en la ODCA
| País      | Partido                                          |
| --------- | ------------------------------------------------ |
| Brasil    | Partido de la Social Democracia Brasileña (PSDB) |
| Perú      | Partido Demócrata Cristiano (PDC)                |
| Uruguay   | Partido Demócrata Cristiano (PDC)                |
| Uruguay   | Partido Nacional (PN) Unión Cívica (UC)          |
| Venezuela | Partido Convergencia (PC)                        |